# Moreno Argentin
Moreno Argentin (San Donà di Piave, 17 de diciembre de 1960) es un exciclista italiano, profesional entre los años 1980 y 1994, durante los cuales logró 86 victorias.
Como corredor júnior y amateur, Argentin fue una vez campeón de ruta de su país, dos veces campeón de persecución por equipos y tres veces campeón en contrarreloj por equipos. Ya como profesional, sería otras dos veces campeón nacional de ruta, en 1983 y 1989.
Era un ciclista especialmente hábil en pruebas de media montaña. Posee un brillante palmarés en pruebas de un día, sobre todo en pruebas disputadas en el centro de Europa, como la Lieja-Bastoña-Lieja o la Flecha Valona. Curiosamente, la Milán-San Remo no figura entre sus trofeos, pues se le negó en varias ocasiones, llegando a ser segundo en 1992 y tercero en 1982.
Entre los años 1985 y 1987, estuvo presente en todos los podios del Campeonato del Mundo de ciclismo, siendo vencedor en 1986, subcampeón en 1987 y tercero en 1985.
En el Giro de Italia, además de las trece victorias de etapa que obtuvo a lo largo de toda su carrera deportiva, quedó tercero en 1984 y sexto en 1993.
Aunque ganador de dos etapas, solo tomó la salida en tres ediciones del Tour de Francia.

## Palmarés
| 1981 - 2 etapas del Giro de Italia - G. P. Industria y Comercio de Prato 1982 - 1 etapa del Giro de Italia - 1 etapa de la Vuelta a Suiza - Trofeo Matteotti - Giro de la Romagna - G. P. Industria y Comercio de Prato 1983 - Campeonato de Italia en Ruta - 2 etapas del Giro de Italia - 2 etapas de la Tirreno-Adriático - Coppa Sabatini - Gran Premio Ciudad de Camaiore 1984 - 3.º en el Giro de Italia, más 2 etapas - Giro del Veneto 1985 - Lieja-Bastoña-Lieja - 1 etapa de la Tirreno-Adriático - Vuelta a Dinamarca - 1 etapa del Tour de Romandía - 3.º en el Campeonato Mundial en Ruta 1986 - Campeonato Mundial en Ruta - Lieja-Bastoña-Lieja 1987 - Lieja-Bastoña-Lieja - Giro de Lombardía - 3 etapas del Giro de Italia - 2 etapas de la Tirreno-Adriático - 1 etapa de la Vuelta a Andalucía - 2.º en el Campeonato Mundial en Ruta | 1988 - 1 etapa del Critérium Internacional - Giro Reggio Calabria - Giro del Veneto 1989 - Campeonato de Italia en Ruta - 1 etapa de la Bicicleta Vasca - Giro de los Apeninos 1990 - Tour de Flandes - Flecha Valona - Coppa Sabatini - 1 etapa del Tour de Francia - 1 etapa de la Vuelta a Suiza 1991 - Lieja-Bastoña-Lieja - Flecha Valona - 1 etapa del Tour de Francia 1992 - 3 etapas de la Tirreno-Adriático 1993 - 2 etapas del Giro de Italia - 1 etapa del Tour del Mediterráneo 1994 - Flecha Valona - Giro del Trentino, más 1 etapa - 1 etapa del Giro de Italia |

## Resultados

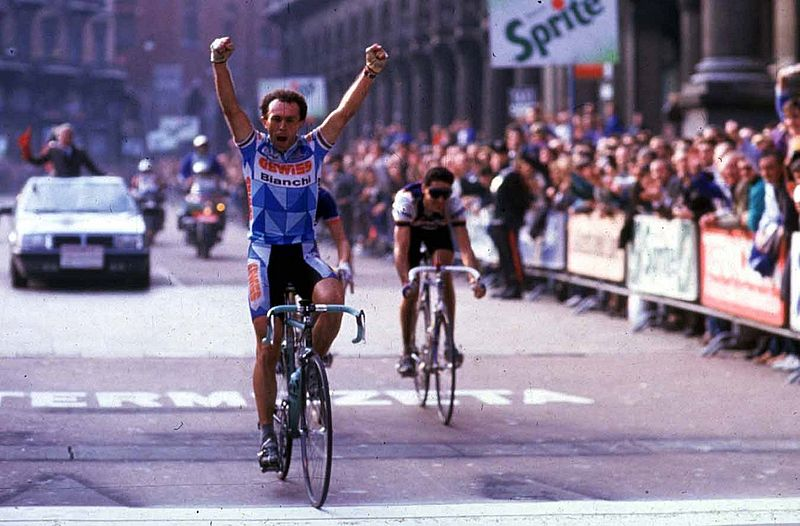
Moreno Argentin celebrando su victoria en el Giro de Lombardía de 1987.

Durante su carrera deportiva ha conseguido los siguientes puestos en Grandes Vueltas y carreras de un día.

### Grandes Vueltas
| Carrera | Carrera         | 1981 | 1982 | 1983 | 1984 | 1985 | 1986 | 1987 | 1988 | 1989 | 1990 | 1991 | 1992 | 1993 | 1994 |
| ------- | --------------- | ---- | ---- | ---- | ---- | ---- | ---- | ---- | ---- | ---- | ---- | ---- | ---- | ---- | ---- |
|         | Giro de Italia  | 43.º | 38.º | 45.º | 3.º  | Ab.  | —    | 31.º | —    | 15.º | —    | —    | —    | 6.º  | 14.º |
|         | Tour de Francia | —    | —    | —    | —    | —    | —    | —    | —    | —    | Ab.  | 59.º | Ab.  | —    | —    |
|         | Vuelta a España | —    | —    | —    | —    | —    | —    | Ab.  | —    | —    | —    | —    | —    | —    | —    |

### Clásicas, Campeonatos y JJ. OO.
| Carrera               | Carrera               | 1981 | 1982 | 1983 | 1984 | 1985 | 1986 | 1987 | 1988 | 1989 | 1990 | 1991  | 1992 | 1993 | 1994 |
| --------------------- | --------------------- | ---- | ---- | ---- | ---- | ---- | ---- | ---- | ---- | ---- | ---- | ----- | ---- | ---- | ---- |
|                       | Milán-San Remo        | —    | 3.º  | 28.º | 17.º | 26.º | —    | —    | —    | 41.º | 4.º  | —     | 2.º  | —    | —    |
| E3 Harelbeke          | E3 Harelbeke          | —    | —    | —    | —    | —    | —    | —    | —    | —    | —    | —     | —    | 94.º | —    |
| Gante-Wevelgem        | Gante-Wevelgem        | —    | —    | —    | —    | —    | —    | —    | —    | —    | 64.º | 150.º | —    | —    | —    |
|                       | Tour de Flandes       | —    | —    | —    | —    | —    | —    | 15.º | 66.º | —    | 1.º  | 53.º  | —    | 42.º | —    |
| Flecha Brabanzona     | Flecha Brabanzona     | —    | —    | —    | —    | —    | —    | —    | —    | —    | —    | 7.º   | —    | —    | —    |
| Amstel Gold Race      | Amstel Gold Race      | —    | —    | —    | —    | —    | —    | —    | —    | —    | 17.º | 82.º  | —    | —    | —    |
| Flecha Valona         | Flecha Valona         | —    | —    | —    | —    | 2.º  | —    | 10.º | 2.º  | —    | 1.º  | 1.º   | 9.º  | 37.º | 1.º  |
|                       | Lieja-Bastoña-Lieja   | —    | 39.º | —    | —    | 1.º  | 1.º  | 1.º  | 12.º | —    | 6.º  | 1.º   | —    | 5.º  | 18.º |
| Wincanton Classic     | Wincanton Classic     | —    | —    | —    | —    | —    | —    | —    | —    | 49.º | —    | 61.º  | 11.º | —    | —    |
| Clásica San Sebastián | Clásica San Sebastián | —    | —    | —    | —    | —    | —    | —    | —    | —    | —    | 12.º  | 39.º | —    | —    |
| Campeonato de Zúrich  | Campeonato de Zúrich  | 18.º | —    | —    | 41.º | —    | —    | —    | 31.º | —    | —    | 61.º  | —    | 20.º | —    |
| París-Tours           | París-Tours           | —    | —    | 25.º | —    | 2.º  | —    | 7.º  | —    | —    | —    | —     | —    | —    | —    |
|                       | Giro de Lombardía     | 2.º  | —    | 21.º | —    | 29.º | —    | 1.º  | —    | —    | —    | —     | —    | —    | —    |
| Mundial en Ruta       | Mundial en Ruta       | —    | 47.º | 42.º | 17.º | 3.º  | 1.º  | 2.º  | 22.º | Ab.  | —    | Ab.   | Ab.  | Ab.  | —    |
| Italia en Ruta        | Italia en Ruta        | —    | —    | 1.º  | —    | —    | —    | —    | —    | 1.º  | —    | —     | —    | —    | —    |

—: No participa

Ab.: Abandono

X: Ediciones no celebradas

## Reconocimientos
- En 2002 pasó a formar parte de la Sesión Inaugural del Salón de la Fama de la UCI.[1]